# AEG
A AEG (Allgemeine Elektricitäts-Gesellschaft) foi uma das mais importantes empresas eletrotécnicas da Alemanha, fundada em 1887. A AEG foi dissolvida em 1996, mas a marca continua sendo usada em muitos produtos através de licenciados. A empresa produziu — entre outros — eletrodomésticos, locomotivas, automóveis, aviões, cinematógrafos e mainframes.

## História
- 1887: Fundação da AEG em Berlim.
- 1 de janeiro de 1967: Fusão com Telefunken como Allgemeine Electricitäts-Gesellschaft AEG-Telefunken (mais tarde, desde 1979: AEG-Telefunken Aktiengesellschaft), com sede em Frankfurt am Main.
- 1970: A empresa emprega mais de 170.000 pessoas. Início da crise.
- 1972–1982: Várias dissoluções, vendas de subsidiárias e ramos de negócios para — entre outros — a Siemens AG.
- 9 de agosto de 1982: Abertura do processo de concordata preventiva.
- 1985: Aquisição pela Daimler-Benz AG (hoje Daimler AG).
- 1996: Dissolução.
- 1996–2007: Venda de subsidiárias, ramos de negócios, fábricas e marcas para — entre outros — a Electrolux e Bombardier Transportation.Uma das fábricas da AEG (Berlim)

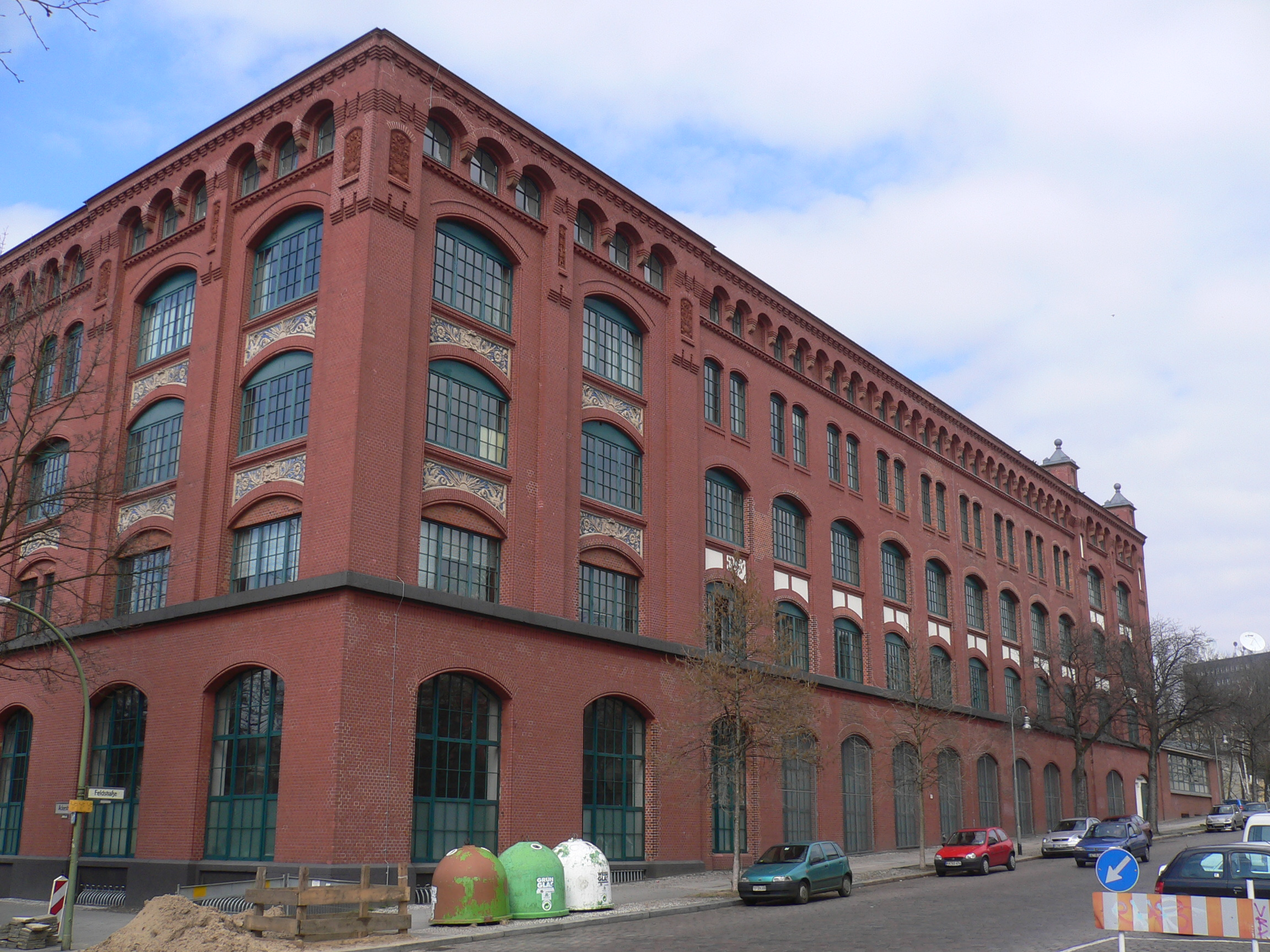
Uma das fábricas da AEG (Berlim)

## Produtos

### Locomotivas

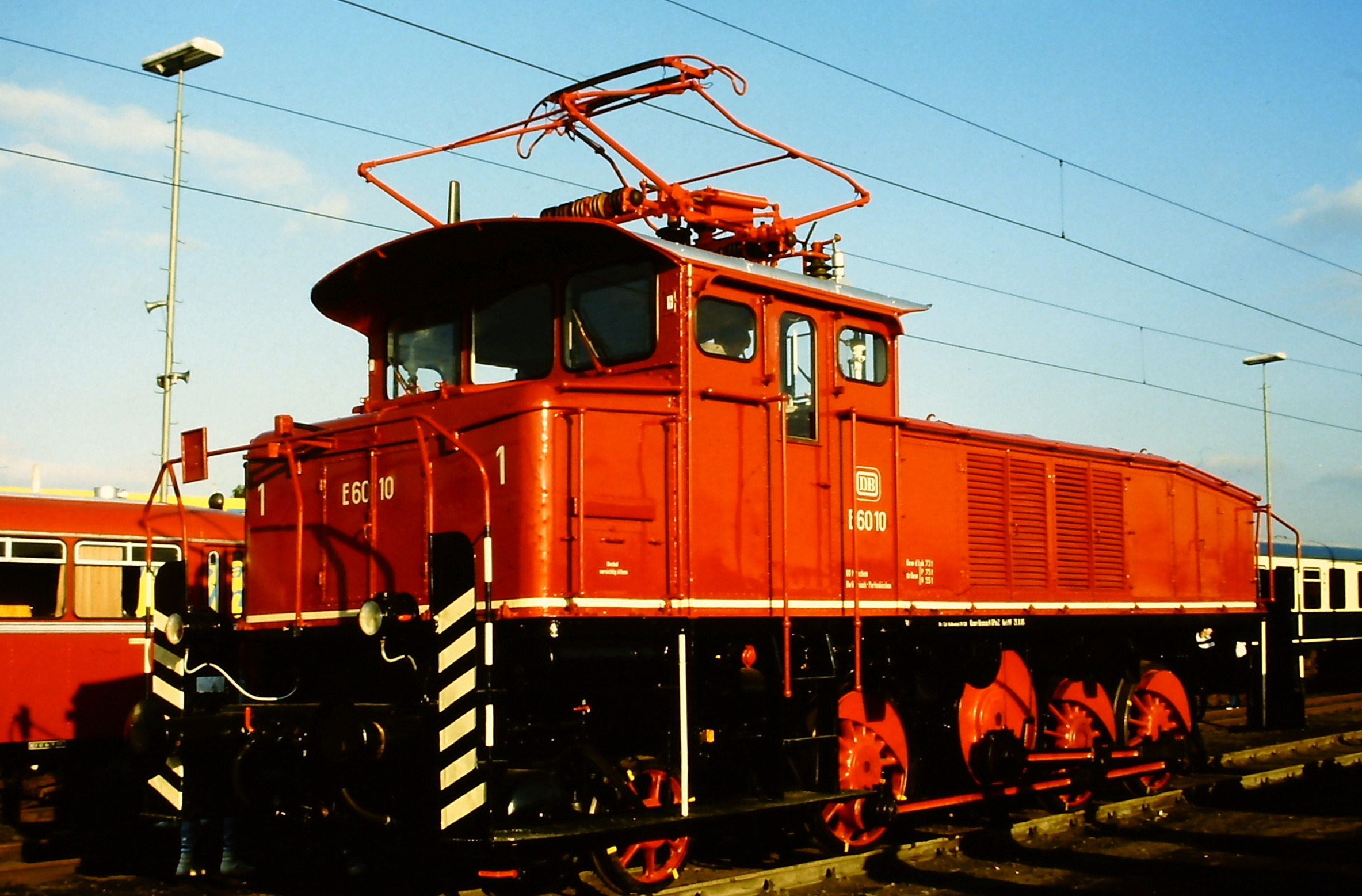
E 60 10

Último logo da AEG.

- DRG Class E 60
- DB Class E 320
- DB Class 120
- ICE 1

### Aviões
- AEG B.I
- AEG B.II
- AEG B.III
- AEG C.I
- AEG C.II
- AEG C.III
- AEG C.IV
- AEG C.IVN
- AEG C.V
- AEG C.VI
- AEG C.VII
- AEG C.VIII
- AEG C.VIII Dr
- AEG D.I
- AEG D.J
- AEG Dr.I
- AEG G.I
- AEG G.II
- AEG G.III
- AEG G.IV
- AEG G.V
- AEG J.I
- AEG J.II
- AEG I (KI)
- AEG N.I
- AEG PE
- AEG R.I
- AEG R.II
- AEG Z.1
- AEG Z.2
- AEG Z.3
- AEG Z.6
- AEG Z.9
- AEG Wagner Eule
- AEG Helicóptero

### Veículos
- AAG empresa do grupo AEG fundada em 1900
- NAG Typ A
- NAG Typ B
- NAG Typ B2

### Projetores
- Stillstandsmaschine 1919 Projektor 35 mm
- Theatermaschine 1920 Projektor 35 mm
- Triumphator I–III 1924–1935 Projektor 35 mm ACR 0710
- Successor (Lehrmeister) 1925–1935 Projektor 35 mm
- Kofferkino 1927 encased Projektor 35 mm
- Lehrmeister 1929 Projektor 35 mm ACR 0709 (Leitz)
- Mechau Modell 4 1929 – 1934 Projektor 35 mm
- Euro K 1938–42 Projektor 35 mm
- Euro M 1936 Projektor 35 mm
- Euro G 1938 Projektor 35 mm, Interlock-Version (G-MB)
- Euro M2 1939–1944 Projektor 35 mm